# Barbara Britton
Barbara Britton, pseudonimo di Barbara Brantingham (Long Beach, 26 settembre 1919 – New York, 17 gennaio 1980), è stata un'attrice statunitense.

## Biografia
Barbara Britton studiò al Polytechnic High School e successivamente frequentò il Long Beach City College per studiare dizione, in prospettiva di avviarsi alla carriera di insegnante di recitazione e arte drammatica. Mentre frequentava il college, iniziò a calcare il palcoscenico e partecipò a diverse produzioni teatrali locali in California.
Nel 1941 una sua immagine sulla prima pagina di un giornale locale di Pasadena attirò l'attenzione di un talent scout della Paramount Pictures, che le fece firmare un contratto con la nota casa produttrice. La Britton debuttò sul grande schermo nel film Secrets of the Wasteland (1941), un western con William Boyd, e subito dopo apparve accanto a Bob Hope nella commedia Il Re della Louisiana (1941). L'anno successivo ebbe un ruolo più consistente nel kolossal d'avventura Vento selvaggio (1942) di Cecil B. DeMille, al fianco di John Wayne e Ray Milland.
Durante gli anni quaranta la Britton lavorò intensamente e recitò in popolari film come Sorelle in armi (1943), storia degli amori e delle esperienze di guerra di un gruppo di infermiere di ritorno dal fronte bellico filippino, La storia del dottor Wassell (1944), accanto a Gary Cooper, L'estrema rinuncia (1944) e Ho ucciso Jess il bandito (1949). In tre occasioni fu partner di Randolph Scott, nei film Capitan Kidd (1945), I bandoleros (1947) e Il solitario del Texas (1948), e continuò a frequentare il genere western con Il virginiano (1946), dove apparve al fianco di Joel McCrea, altro grande divo del genere, e Loaded Pistols (1948), con il cantante-attore Gene Autry.
All'inizio degli anni cinquanta la Britton rallentò sensibilmente l'attività cinematografica e si rivolse al piccolo schermo, comparendo in diverse celebri serie antologiche come Lux Video Theatre (1951) e Schlitz Playhouse of Stars (1952).  Per due stagioni, dal 1952 al 1954, fu protagonista della serie gialla Mr. And Mrs. North, recitando per 55 episodi nel ruolo di Pamela North, investigatrice dilettante con il marito (interpretato da Richard Denning). Durante il decennio e nei successivi anni sessanta fu inoltre molto popolare come testimonial commerciale degli spot dei cosmetici Revlon.
Dopo essere apparsa ancora sul grande schermo nel film d'avventura I pionieri dell'Alaska (1955) e nella serie televisiva Robert Montgomery Presents (1950-1955), la Britton fece un'ultima apparizione in Head of the Family, episodio di The Comedy Spot (1960), che fu la puntata pilota per il successivo The Dick Van Dyke Show. Non tornò più a recitare, tranne che in un'unica occasione, nel 1979, nella soap opera Una vita da vivere.
Sposata dal 1945 con il medico Eugene Czukor, dal quale ebbe due figli, Barbara Britton morì a New York il 17 gennaio 1980, all'età di sessant'anni, in seguito a un tumore al pancreas.

## Filmografia

### Cinema
- Secrets of the Wasteland, regia di Derwin Abrahams (1941)
- Il Re della Louisiana (Louisiana Purchase), regia di Irving Cummings (1941)
- La fortezza s'arrende (The Fleet's In), regia di Victor Schertzinger (1942)
- Vento selvaggio (Reap the Wild Wind), regia di Cecil B. DeMille (1942)
- Al di là dell'orizzonte (Beyond the Blue Horizon), regia di Alfred Santell (1942) (non accreditata)
- L'isola della gloria (Wake Island), regia di John Farrow (1942) (non accreditata)
- Mrs. Wiggs of the Cabbage Patch, regia di Ralph Murphy (1942)
- Freedom Comes High, regia di Lewis Allen (1943)
- Quando eravamo giovani (Young and Willing), regia di Edward H. Griffith (1943)
- The Last Will and Testament of Tom Smith, regia di Harold S. Bucquet (1943)
- Sorelle in armi (So Proudly We Hail!), regia di Mark Sandrich (1943)
- Showboat Serenade, regia di Edward Salven (1944)
- La storia del dottor Wassell (The Story of Dr. Wassell), regia di Cecil B. DeMille (1944)
- L'estrema rinuncia (Till We Meet Again), regia di Frank Borzage (1944)
- Il gigante di Boston (The Great John L.), regia di Frank Tuttle (1945)
- Capitan Kidd (Captain Kidd), regia di Rowland V. Lee (1945)
- Il virginiano (The Virginian), regia di Stuart Gilmore (1946)
- They Made Me a Killer, regia di William C. Thomas (1946)
- The Fabulous Suzanne, regia di Steve Sekely (1946)
- Il ritorno di Montecristo (The Return of Monte Cristo), regia di Henry Levin (1946)
- I bandoleros (Gunfighters), regia di George Waggner (1947)
- Il solitario del Texas (Albuquerque), regia di Ray Enright (1948)
- Mr. Reckless, regia di Frank McDonald (1948)
- Ciclone (The Untamed Breed), regia di Charles Lamont (1948)
- Loaded Pistols, regia di John English (1948)
- Cover Up, regia di Alfred E. Green (1949)
- Ho ucciso Jess il bandito (I Shot Jesse James), regia di Samuel Fuller (1949)
- Botta senza risposta (Champagne for Ceasar), regia di Richard Whorf (1950)
- La figlia di Zorro (The Bandit Queen), regia di William Berke (1950)
- La valle dei bruti (Raid the Man Down), regia di Charles Lamont (1952)
- Buana Devil, regia di Arch Oboler (1952)
- La grande sparatoria (The Raiders), regia di Lesley Selander (1952)
- I dragoni dell'aria (Dragonfly Squadron), regia di Lesley Selander (1954)
- Non è peccato (Ain't Misbehavin), regia di Edward Buzzell (1955)
- Night Freight, regia di Jean Yarbrough (1955)
- I pionieri dell'Alaska (The Spoilers), regia di Jesse Hibbs (1955)

### Televisione
- Pulitzer Prize Playhouse – serie TV, 1 episodio (1951)
- Lux Video Theatre – serie TV, 1 episodio (1951)
- Lights Out – serie TV, episodio 3x33 (1951)
- Armstrong Circle Theatre – serie TV, 2 episodi (1950-1951)
- Cameo Theatre – serie TV, 1 episodio (1951)
- Schlitz Playhouse of Stars – serie TV, 1 episodio (1952)
- Mr. & Mrs. North – serie TV, 55 episodi (1952-1954)
- Danger – serie TV, 1 episodio (1954)
- Climax! – serie TV, episodio 1x22 (1955)
- Appointment with Adventure – serie TV, 1 episodio (1955)
- Robert Montgomery Presents – serie TV, 4 episodi (1950-1955)
- The Christophers – serie TV, 1 episodio (1955)
- The Ford Television Theatre – serie TV, 2 episodi (1955)
- The Comedy Spot – serie TV, 1 episodio (1960)
- Una vita da vivere (One Life to Live) – serie TV, 1 episodio (1979)

## Doppiatrici italiane
- Renata Marini in Il gigante di Boston, Non è peccato, I pionieri dell'Alaska
- Rosetta Calavetta in La valle dei bruti, Il ritorno di Montecristo
- Rina Morelli in Sorelle in armi (ridoppiaggio dopoguerra)
- Franca D'Amato in Il virginiano (ridoppiaggio DVD)